# Metallica (álbum)
Metallica (también conocido como Black Album) es el quinto álbum de estudio de la banda estadounidense de heavy metal Metallica, publicado el 12 de agosto de 1991 por Elektra Records. El álbum recibió elogios de la crítica, siendo el más vendido en la historia de la banda, con más de 30 millones de copias en todo el mundo.
Las sesiones de grabación se llevaron a cabo en One on One Recording Studios en Los Ángeles, bajo la producción de Bob Rock. Metallica promocionó el álbum con cinco sencillos: «Enter Sandman», «Sad but True», «The Unforgiven», «Wherever I May Roam» y «Nothing Else Matters». Se vendieron más de 597 000 de copias en su debut uno en Billboard 200 el 31 de agosto de 1991 y en total vendió 16,4 millones de copias en Estados Unidos según Nielsen Music. The Black Album marcó un cambio en la música de la banda del estilo thrash metal de sus álbumes anteriores.

## Historia
En este álbum se adoptaron diversas innovaciones en las técnicas de la grabación de los instrumentos, especialmente en la batería, para aportar al sonido de las canciones una ambientación cercana al directo, con la perfección que aporta el estudio. Posteriormente este disco supondría la referencia sonora de muchas de las expectativas de nuevos grupos musicales a la hora de intentar explicar el sonido que deseaban para sus grabaciones propias. En este álbum Kirk Hammett usó una guitarra Jackson Randy Rhoads, en memoria al fallecido guitarrista de Quiet Riot y Ozzy Osbourne.
A diferencia del disco ...And Justice for All, en este álbum hay una notoria mejora de sonido en el bajo, el cual puede distinguirse perfectamente, principalmente por la importancia que Bob Rock dio a este instrumento. Su portada hace un homenaje al álbum de The Beatles conocido como The White Album. En la portada aparece la serpiente de cascabel de la Bandera de Gadsden, cuyo lema también da título a la sexta canción del álbum «Don't Tread on Me».
Hasta el 12 de agosto de 2016 Metallica había vendido más de 16.4 millones de copias en Estados Unidos, siendo el álbum más vendido en el país, desde que Nielsen SoundScan comenzó a contabilizar las ventas en el año 1991, vendiendo un aproximado de 1 000 copias cada semana.

### Reedición por el 30° aniversario
Por su 30° aniversario, en 2021 Metallica decidió reeditar el álbum e invitaron a más de 50 artistas internacionales para interpretar las canciones del álbum, algunos de los artistas son: Juanes, St. Vincent, Miley Cyrus, Elton John, J. Balvin, Mon Laferte, Biffy Clyro y David Gahan. Con el título de "The Metallica Blacklist", Con todas las ganancias producidas por las ventas y descargas de la nueva edición, fueron destinadas a la fundación "All Within My Hands" y a otras 50 organizaciones benéficas elegidas por cada uno de los artistas invitados.

## Lista de canciones
Todas las letras escritas por James Hetfield.
| N.º | Título                 | Música                                    | Duración |  |
| 1.  | «Enter Sandman»        | James Hetfield, Lars Ulrich, Kirk Hammett | 5:29     |  |
| 2.  | «Sad but True»         | Hetfield, Ulrich                          | 5:24     |  |
| 3.  | «Holier Than Thou»     | Hetfield, Ulrich                          | 3:47     |  |
| 4.  | «The Unforgiven»       | Hetfield, Ulrich, Hammett                 | 6:26     |  |
| 5.  | «Wherever I May Roam»  | Hetfield, Ulrich                          | 6:42     |  |
| 6.  | «Don't Tread on Me»    | Hetfield, Ulrich                          | 3:59     |  |
| 7.  | «Through the Never»    | Hetfield, Ulrich, Hammett                 | 4:01     |  |
| 8.  | «Nothing Else Matters» | Hetfield, Ulrich                          | 6:28     |  |
| 9.  | «Of Wolf and Man»      | Hetfield, Ulrich, Hammett                 | 4:16     |  |
| 10. | «The God That Failed»  | Hetfield, Ulrich                          | 5:06     |  |
| 11. | «My Friend of Misery»  | Hetfield, Ulrich, Jason Newsted           | 6:47     |  |
| 12. | «The Struggle Within»  | Hetfield, Ulrich                          | 3:51     |  |

| Bonus track edición japonesa |            |          |  |
| N.º                          | Título     | Duración |  |
| 13.                          | «So What?» | 3:08     |  |

Duración:
62:31 (Original) /
65:39 (Edición japonesa)

## Sencillos y videos musicales
1. «Enter Sandman»
2. «Sad but True»
3. «The Unforgiven»
4. «Wherever I May Roam»
5. «Nothing Else Matters»

## Créditos
Metallica
- James Hetfield: Voz, guitarra rítmica, guitarra líder (canción 8) y sitar (canción 5).
- Kirk Hammett: Guitarra líder.
- Jason Newsted:  Bajo, coros.
- Lars Ulrich: Batería.

Músicos adicionales
- Michael Kamen: Arreglo orquestal en «Nothing Else Matters».

## Certificaciones
| País           | Organismo certificador | Certificación                            | Ventas certificadas | Ref.   |
| -------------- | ---------------------- | ---------------------------------------- | ------------------- | ------ |
| Alemania       | BVMI                   | 2× Platino                               | 2 000 000           | [ 7 ]  |
| Argentina      | CAPIF                  | 5× Platino                               | 300 000             | [ 8 ]  |
| Australia      | ARIA                   | 12× Platino                              | 840 000             | [ 9 ]  |
| Austria        | IFPI Austria           | 2× Platino                               | 100 000             | [ 10 ] |
| Canadá         | Music Canada           | Diamante                                 | 1 000 000           | [ 11 ] |
| Dinamarca      | IFPI Dinamarca         | 7× Platino                               | 140 000             | [ 12 ] |
| Estados Unidos | RIAA                   | 16× Platino (equivalente a 16× Diamante) | 16 000 000          | [ 13 ] |
| Finlandia      | Musiikkituottajat      | 2× Platino                               | 118 956             | [ 14 ] |
| Francia        | SNEP                   | Platino                                  | 300 000             | [ 15 ] |
| Italia         | FIMI                   | Platino                                  | 50 000              | [ 16 ] |
| Japón          | RIAJ                   | 2× Platino                               | 400 000             | [ 17 ] |
| México         | AMPROFON               | Oro                                      | 100 000             | [ 18 ] |
| Noruega        | IFPI Noruega           | 3× Platino                               | 150 000             | [ 19 ] |
| Nueva Zelanda  | RMNZ                   | 10× Platino                              | 150 000             | [ 20 ] |
| Países Bajos   | NVPI                   | 2× Platino                               | 200 000             | [ 21 ] |
| Polonia        | ZPAV                   | Platino                                  | 100 000             | [ 22 ] |
| Reino Unido    | BPI                    | 2× Platino                               | 600 000             | [ 23 ] |
| Suecia         | GLF                    | Platino                                  | 100 000             | [ 24 ] |
| Suiza          | IFPI Suiza             | 3× Platino                               | 150 000             | [ 25 ] |
| Turquía        | —                      | —                                        | 300 000             | [ 26 ] |